# Saint-Florent-sur-Auzonnet
Pour les articles homonymes, voir Saint-Florent.
Saint-Florent-sur-Auzonnet est une commune française située dans le nord du département du Gard en région Occitanie.
Exposée à un climat méditerranéen, elle est drainée par l'Auzon, l'Avène  et par un autre cours d'eau. Incluse dans les Cévennes, la commune possède un patrimoine naturel remarquable composé d'une zone naturelle d'intérêt écologique, faunistique et floristique.
Saint-Florent-sur-Auzonnet est une commune rurale qui compte 1 203 habitants en 2022, après avoir connu un pic de population de 3 866 habitants en 1921.  Elle fait partie de l'aire d'attraction d'Alès. Ses habitants sont appelés les Florentins ou  Florentines.

## Géographie
La commune est arrosée par l'Auzonnet, qui lui donne en partie son nom.

### Communes limitrophes
Les communes limitrophes sont Laval-Pradel, Le Martinet, Robiac-Rochessadoule, Rousson, Saint-Jean-de-Valériscle et Saint-Julien-les-Rosiers.

### Climat
Pour des articles plus généraux, voir Climat de l'Occitanie et Climat du Gard.
En 2010, le climat de la commune est de type climat méditerranéen franc, selon une étude s'appuyant sur une série de données couvrant la période 1971-2000. En 2020, Météo-France publie une typologie des climats de la France métropolitaine dans laquelle la commune est exposée à un climat de montagne ou de marges de montagne et est dans la région climatique Provence, Languedoc-Roussillon, caractérisée par une pluviométrie faible en été, un très bon ensoleillement (2 600 h/an), un été chaud (21,5 °C), un air très sec en été, sec en toutes saisons, des vents forts (fréquence de 40 à 50 % de vents > 5 m/s) et peu de brouillards.
Pour la période 1971-2000, la température annuelle moyenne est de 13,1 °C, avec une amplitude thermique annuelle de 16,9 °C. Le cumul annuel moyen de précipitations est de 1 292 mm, avec 7,6 jours de précipitations en janvier et 3,9 jours en juillet. Pour la période 1991-2020, la température moyenne annuelle observée sur la station météorologique la plus proche, située sur la commune de La Grand-Combe à 7 km à vol d'oiseau, est de 13,7 °C et le cumul annuel moyen de précipitations est de 1 414,0 mm,. Pour l'avenir, les paramètres climatiques de la commune estimés pour 2050 selon différents scénarios d’émission de gaz à effet de serre sont consultables sur un site dédié publié par Météo-France en novembre 2022.

### Milieux naturels et biodiversité

#### Espaces protégés
La protection réglementaire est le mode d’intervention le plus fort pour préserver des espaces naturels remarquables et leur biodiversité associée,.
Dans ce cadre, la commune fait partie de l'aire d'adhésion du Parc national des Cévennes. Ce  parc national, créé en 1967, est un territoire de moyenne montagne formé de cinq entités géographiques : le massif de l'Aigoual, le causse Méjean avec les gorges du Tarn et de la Jonte, le mont Lozère, les vallées cévenoles ainsi que le piémont cévenol.
La commune fait partie de la zone de transition des Cévennes, un territoire d'une superficie de 116 032 ha reconnu réserve de biosphère par l'UNESCO en 1985 pour la mosaïque de milieux naturels qui la composent et qui abritent une biodiversité exceptionnelle, avec 2 400 espèces animales, 2 300 espèces de plantes à fleurs et de fougères, auxquelles s’ajoutent d’innombrables mousses, lichens, champignons,.

#### Zones naturelles d'intérêt écologique, faunistique et floristique

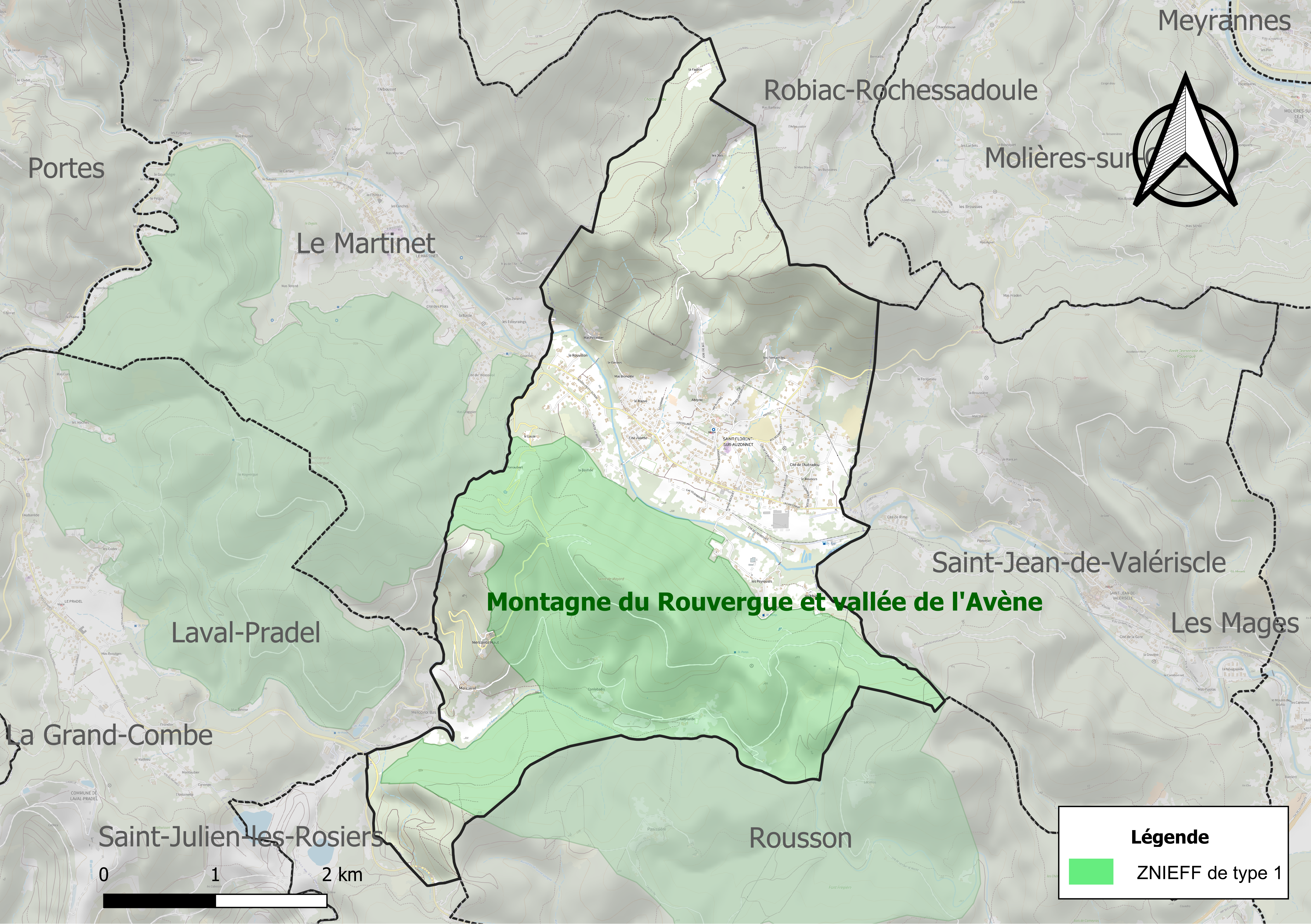
Carte de la ZNIEFF de type 1 localisée sur la commune.

L’inventaire des zones naturelles d'intérêt écologique, faunistique et floristique (ZNIEFF) a pour objectif de réaliser une couverture des zones les plus intéressantes sur le plan écologique, essentiellement dans la perspective d’améliorer la connaissance du patrimoine naturel national et de fournir aux différents décideurs un outil d’aide à la prise en compte de l’environnement dans l’aménagement du territoire.
Une ZNIEFF de type 1 est recensée sur la commune :
la « montagne du Rouvergue et vallée de l'Avène » (1 329 ha), couvrant 4 communes du département.

## Urbanisme

### Typologie
Au 1er janvier 2024, Saint-Florent-sur-Auzonnet est catégorisée bourg rural, selon la nouvelle grille communale de densité à sept niveaux définie par l'Insee en 2022.
Elle est située hors unité urbaine. Par ailleurs la commune fait partie de l'aire d'attraction d'Alès, dont elle est une commune de la couronne,. Cette aire, qui regroupe 64 communes, est catégorisée dans les aires de 50 000 à moins de 200 000 habitants,.

### Occupation des sols
L'occupation des sols de la commune, telle qu'elle ressort de la base de données européenne d’occupation biophysique des sols Corine Land Cover (CLC), est marquée par l'importance des forêts et milieux semi-naturels (78,5 % en 2018), en diminution par rapport à 1990 (81,4 %). La répartition détaillée en 2018 est la suivante : 
forêts (67 %), zones urbanisées (18,3 %), milieux à végétation arbustive et/ou herbacée (11,4 %), zones agricoles hétérogènes (3,3 %). L'évolution de l’occupation des sols de la commune et de ses infrastructures peut être observée sur les différentes représentations cartographiques du territoire : la carte de Cassini (XVIIIe siècle), la carte d'état-major (1820-1866) et les cartes ou photos aériennes de l'IGN pour la période actuelle (1950 à aujourd'hui).

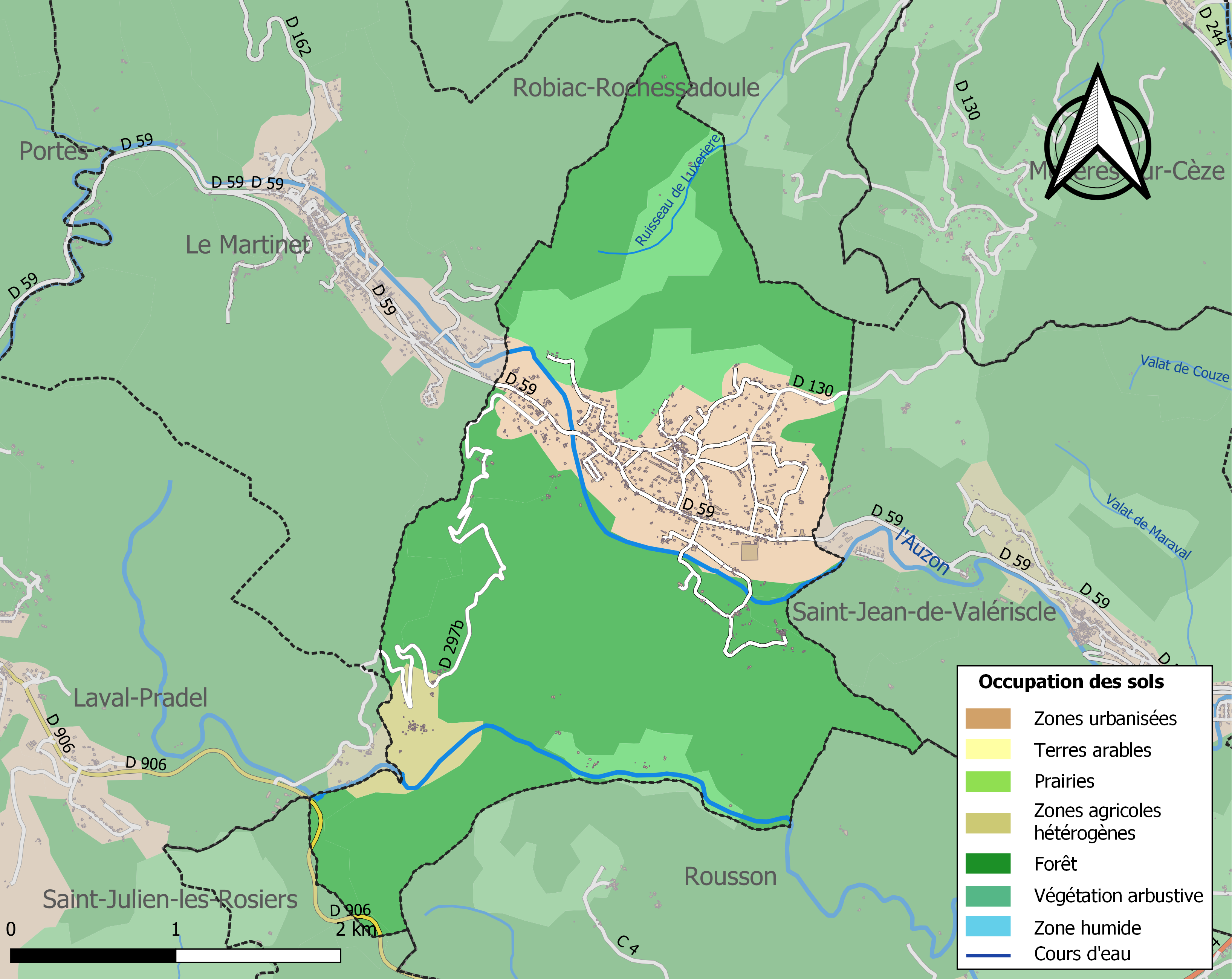
Carte des infrastructures et de l'occupation des sols de la commune en 2018 (CLC).

### Risques majeurs
Le territoire de la commune de Saint-Florent-sur-Auzonnet est vulnérable à différents aléas naturels : météorologiques (tempête, orage, neige, grand froid, canicule ou sécheresse), inondations, feux de forêts, mouvements de terrains et séisme (sismicité faible). Il est également exposé à un risque particulier : le risque de radon. Un site publié par le BRGM permet d'évaluer simplement et rapidement les risques d'un bien localisé soit par son adresse soit par le numéro de sa parcelle.

#### Risques naturels
Certaines parties du territoire communal sont susceptibles d’être affectées par le risque d’inondation par débordement de cours d'eau et par une crue torrentielle ou à montée rapide de cours d'eau, notamment l'Auzon et l'Avène. La commune a été reconnue en état de catastrophe naturelle au titre des dommages causés par les inondations et coulées de boue survenues en 1982, 1983, 1998, 2002, 2008, 2011, 2014, 2015 et 2018,.

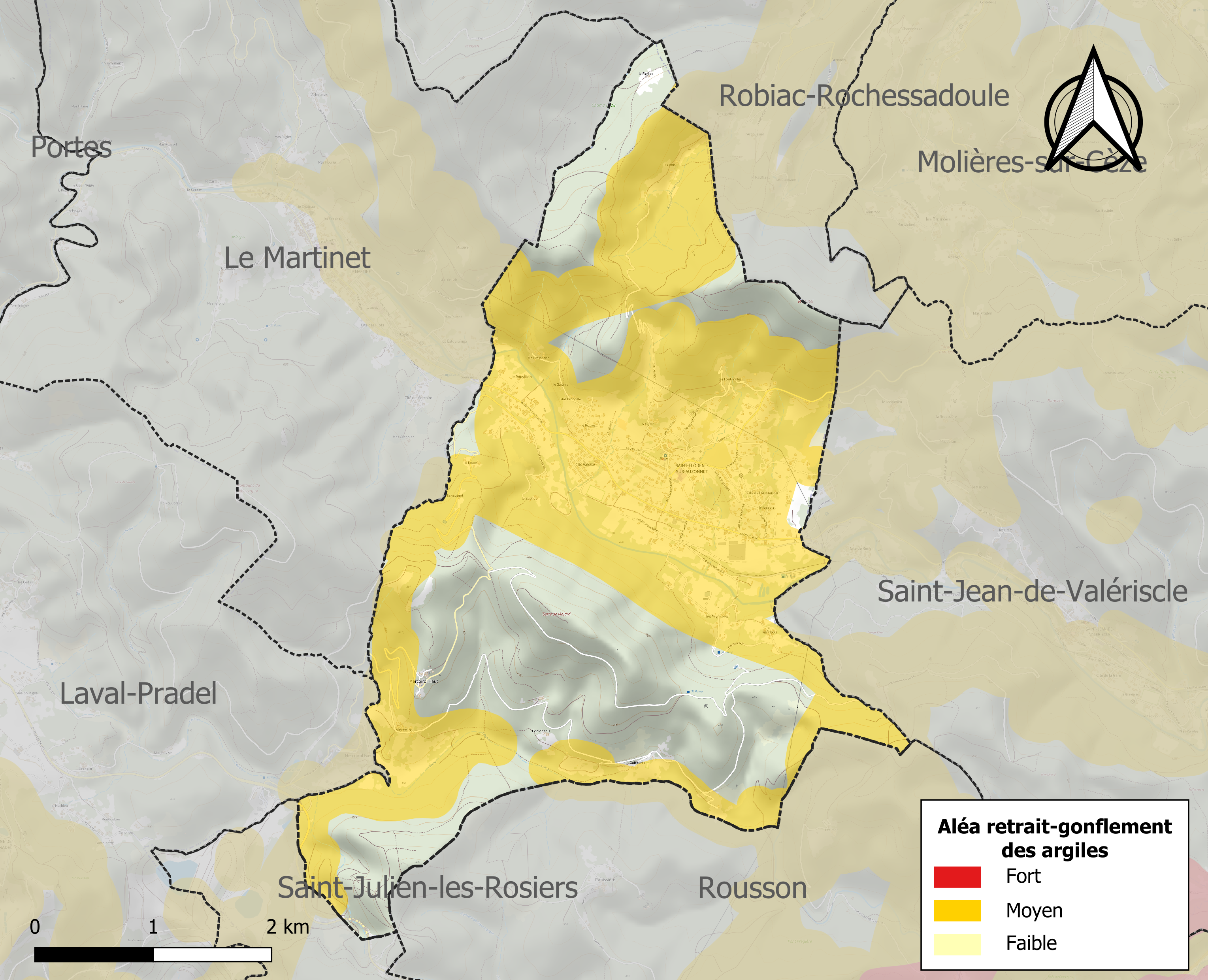
Carte des zones d'aléa retrait-gonflement des sols argileux de Saint-Florent-sur-Auzonnet.

La commune est vulnérable au risque de mouvements de terrains constitué principalement du retrait-gonflement des sols argileux. Cet aléa est susceptible d'engendrer des dommages importants aux bâtiments en cas d’alternance de périodes de sécheresse et de pluie. 62,2 % de la superficie communale est en aléa moyen ou fort (67,5 % au niveau départemental et 48,5 % au niveau national). Sur les 485 bâtiments dénombrés sur la commune en 2019, 469 sont en aléa moyen ou fort, soit 97 %, à comparer aux 90 % au niveau départemental et 54 % au niveau national. Une cartographie de l'exposition du territoire national au retrait gonflement des sols argileux est disponible sur le site du BRGM,.
Par ailleurs, afin de mieux appréhender le risque d’affaissement de terrain, l'inventaire national des cavités souterraines permet de localiser celles situées sur la commune.
Concernant les mouvements de terrains, la commune a été reconnue en état de catastrophe naturelle au titre des dommages causés par la sécheresse en 2012 et par des mouvements de terrain en 1983.

#### Risque particulier
Dans plusieurs parties du territoire national, le radon, accumulé dans certains logements ou autres locaux, peut constituer une source significative d’exposition de la population aux rayonnements ionisants. Certaines communes du département sont concernées par le risque radon à un niveau plus ou moins élevé. Selon la classification de 2018, la commune de Saint-Florent-sur-Auzonnet est classée en zone 3, à savoir zone à potentiel radon significatif.

## Histoire
Au cours de la Révolution française, la commune, alors nommée simplement Saint-Florent, porte provisoirement le nom de Montmajord et de Mont-Mayard.

En 1921, la commune donne son autonomie communale au hameau du Martinet.

C'est en 1958 qu'est ajouté au nom du village la terminaison -sur-Auzonnet.

## Héraldique
| Armes | Les armes de Saint-Florent-sur-Auzonnet se blasonnent ainsi : D'argent à une bande losangée d'or et de sinople. |

## Politique et administration
| Période                                  | Période      | Identité              | Étiquette     | Qualité       |
| ---------------------------------------- | ------------ | --------------------- | ------------- | ------------- |
| Les données manquantes sont à compléter. |              |                       |               |               |
| mars 1977                                | mars 2001    | Jean Tourre           | PCF           |               |
| mars 2001                                | mars 2008    | Henri Ranchon         | DVD           |               |
| mars 2008                                | février 2018 | Gérard Catanèse       | Apparenté PCF | Retraité SNCF |
| 16 juin 2018                             | février 2024 | Jean-Pierre Beauclair | divers        |               |
| 18 février 2024                          | En cours     | Denis Kurcharzack     |               |               |

## Démographie
L'évolution du nombre d'habitants est connue à travers les recensements de la population effectués dans la commune depuis 1793. Pour les communes de moins de 10 000 habitants, une enquête de recensement portant sur toute la population est réalisée tous les cinq ans, les populations de référence des années intermédiaires étant quant à elles estimées par interpolation ou extrapolation. Pour la commune, le premier recensement exhaustif entrant dans le cadre du nouveau dispositif a été réalisé en 2007.

En 2022, la commune comptait 1 203 habitants, en évolution de +0,92 % par rapport à 2016 (Gard : +2,97 %, France hors Mayotte : +2,11 %).
| 1793  | 1800 | 1806  | 1821  | 1831  | 1836  | 1841  | 1846  | 1851  |
| ----- | ---- | ----- | ----- | ----- | ----- | ----- | ----- | ----- |
| 1 120 | 975  | 1 186 | 1 146 | 1 437 | 1 520 | 1 630 | 1 670 | 1 622 |

| 1856  | 1861  | 1866  | 1872  | 1876  | 1881  | 1886  | 1891  | 1896  |
| ----- | ----- | ----- | ----- | ----- | ----- | ----- | ----- | ----- |
| 1 615 | 1 548 | 1 625 | 1 814 | 1 753 | 2 386 | 2 740 | 3 129 | 3 185 |

| 1901  | 1906  | 1911  | 1921  | 1926  | 1931  | 1936  | 1946  | 1954  |
| ----- | ----- | ----- | ----- | ----- | ----- | ----- | ----- | ----- |
| 3 502 | 3 477 | 3 446 | 3 866 | 1 662 | 1 647 | 1 533 | 1 487 | 1 809 |

| 1962  | 1968  | 1975  | 1982  | 1990  | 1999  | 2006  | 2007  | 2012  |
| ----- | ----- | ----- | ----- | ----- | ----- | ----- | ----- | ----- |
| 2 266 | 2 146 | 1 620 | 1 520 | 1 363 | 1 126 | 1 137 | 1 138 | 1 221 |

| 2017  | 2022  | - | - | - | - | - | - | - |
| ----- | ----- | - | - | - | - | - | - | - |
| 1 173 | 1 203 | - | - | - | - | - | - | - |

La déperdition des quelque 2 200 habitants entre 1921 et 1926 s'explique par la création en 1921 de la commune de Le Martinet, anciennement hameau de Saint-Florent.

## Économie

### Revenus
En 2018  (données Insee publiées en septembre 2021), la commune compte 582 ménages fiscaux, regroupant 1 132 personnes. La médiane du revenu disponible par unité de consommation est de 17 770 € (20 020 € dans le département).

### Emploi
|                | 2008   | 2013   | 2018   |
| -------------- | ------ | ------ | ------ |
| Commune        | 14,1 % | 16,1 % | 21,5 % |
| Département    | 10,6 % | 12 %   | 12 %   |
| France entière | 8,3 %  | 10 %   | 10 %   |

En 2018, la population âgée de 15 à 64 ans s'élève à 654 personnes, parmi lesquelles on compte 65,6 % d'actifs (44,1 % ayant un emploi et 21,5 % de chômeurs) et 34,4 % d'inactifs,. Depuis 2008, le taux de chômage communal (au sens du recensement) des 15-64 ans est supérieur à celui de la France et du département.
La commune fait partie de la couronne de l'aire d'attraction d'Alès, du fait qu'au moins 15 % des actifs travaillent dans le pôle,. Elle compte 141 emplois en 2018, contre 139 en 2013 et 135 en 2008. Le nombre d'actifs ayant un emploi résidant dans la commune est de 293, soit un indicateur de concentration d'emploi de 48,2 % et un taux d'activité parmi les 15 ans ou plus de 44,1 %.
Sur ces 293 actifs de 15 ans ou plus ayant un emploi, 72 travaillent dans la commune, soit 25 % des habitants. Pour se rendre au travail, 90,5 % des habitants utilisent un véhicule personnel ou de fonction à quatre roues, 1,4 % les transports en commun, 3,7 % s'y rendent en deux-roues, à vélo ou à pied et 4,4 % n'ont pas besoin de transport (travail au domicile).

### Activités hors agriculture

#### Secteurs d'activités
64 établissements sont implantés  à Saint-Florent-sur-Auzonnet au 31 décembre 2019. Le tableau ci-dessous en détaille le nombre par secteur d'activité et compare les ratios avec ceux du département,.
| Secteur d'activité                                                                                        | Commune | Commune | Département |
| Secteur d'activité                                                                                        | Nombre  | %       | %           |
| --- | ------- | ------- | ----------- |
| Ensemble                                                                                                  | 64      |         |             |
| Industrie manufacturière, industries extractives et autres                                                | 9       | 14,1 %  | (7,9 %)     |
| Construction                                                                                              | 7       | 10,9 %  | (15,5 %)    |
| Commerce de gros et de détail, transports, hébergement et restauration                                    | 25      | 39,1 %  | (30 %)      |
| Information et communication                                                                              | 3       | 4,7 %   | (2,2 %)     |
| Activités financières et d'assurance                                                                      | 1       | 1,6 %   | (3 %)       |
| Activités spécialisées, scientifiques et techniques et activités de services administratifs et de soutien | 7       | 10,9 %  | (14,9 %)    |
| Administration publique, enseignement, santé humaine et action sociale                                    | 6       | 9,4 %   | (13,5 %)    |
| Autres activités de services                                                                              | 6       | 9,4 %   | (8,8 %)     |

Le secteur du commerce de gros et de détail, des transports, de l'hébergement et de la restauration est prépondérant sur la commune puisqu'il représente 39,1 % du nombre total d'établissements de la commune (25 sur les 64 entreprises implantées  à Saint-Florent-sur-Auzonnet), contre 30 % au niveau départemental.

#### Entreprises et commerces
L'entreprise ayant son siège social sur le territoire communal qui génère le plus de chiffre d'affaires en 2020 est : 
- Soc Meridionale De Caisseries - SMC, fabrication d'emballages en bois (2 698 k€)

### Agriculture
|               | 1988 | 2000 | 2010 | 2020 |
| ------------- | ---- | ---- | ---- | ---- |
| Exploitations | 16   | 6    | 2    | 2    |
| SAU (ha)      | 166  | 10   | 0    | 1    |

La commune est dans les Cévennes, une petite région agricole occupant l'ouest du département du Gard. En 2020, l'orientation technico-économique de l'agriculture  sur la commune est l'élevage de volailles. Deux exploitations agricoles ayant leur siège dans la commune sont dénombrées lors du recensement agricole de 2020 (16 en 1988). La superficie agricole utilisée est de 1 ha,,.

## Culture locale et patrimoine

### Lieux et monuments
- Église Saint-Florent de Saint-Florent-sur-Auzonnet[31].

### Personnalités liées à la commune
- Jean Coin (1919-1971).
- Antoine Deparcieux (1703-1768), mathématicien et philosophe.
- Émile Jourdan (1914-1999), homme politique français (PCF), Maire de Nimes, Député du Gard. Il a commencé sa carrière politique comme maire de Saint-Florent.

## Jumelageset échanges
La commune adhère à l'association des « Saint-Florent de France » regroupant 7 communes intégrant Saint-Florent dans leur nom.
- Saint-Florent-sur-Cher (Cher)
- Saint-Florent (Loiret)
- Saint-Florent (Haute-Corse)
- Saint-Florent-le-Vieil (Maine-et-Loire)
- Saint-Florent-des-Bois (Vendée)
- Saint-Florent (Deux-Sèvres), ancienne commune, fusionnée avec Niort en 1969